# Fusarium longipes
Fusarium longipes är en svampart som beskrevs av Wollenw. & Reinking 1925. Fusarium longipes ingår i släktet Fusarium och familjen Nectriaceae.   Inga underarter finns listade i Catalogue of Life.